# Apostolepis nigroterminata
Apostolepis nigroterminata — вид змій родини полозових (Colubridae). Мешкає в Амазонії.

## Поширення і екологія
Apostolepis nigroterminata мешкають на сході Перу і в сусідніх районах за заході Бразилії (Акрі) і на півночі Болівії. Вони живуть у вологих рівнинних тропічних лісах, зокрема в Національному парку Ману. Зустрічаються на висоті від 300 до 760 м над рівнем моря.